# Parèmia

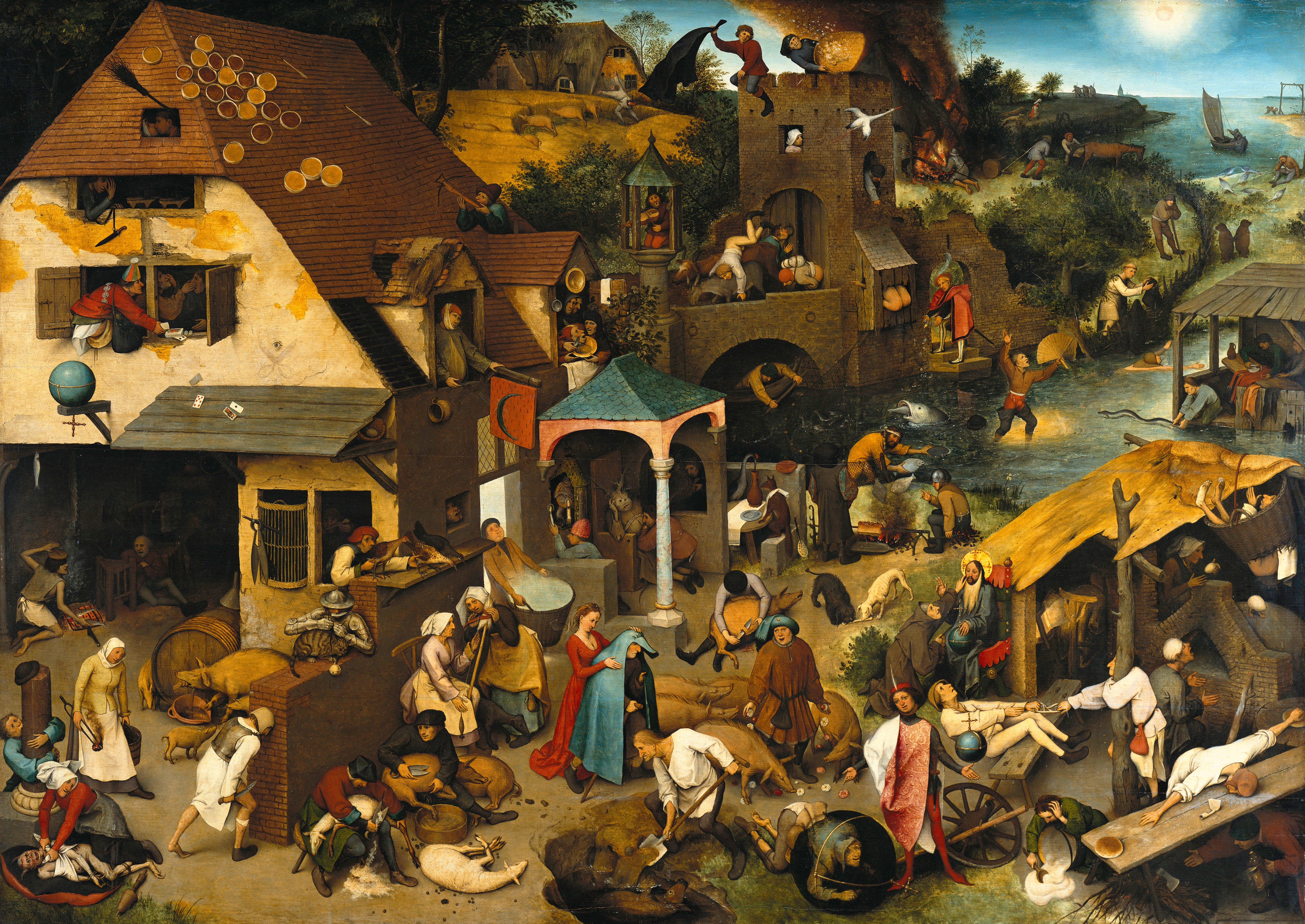
Els proverbis flamencs

La parèmia és un enunciat breu, sentenciós i enginyós que transmet un missatge instructiu, que incita a la reflexió intel·lectual i moral. Hi ha moltes classes de parèmies, com els adagis, aforismes, axiomes, proverbis, refranys i dialogisme o wellerisme. El tipus més comú és el refrany. El refrany, al seu torn, comprèn diversos tipus, com els refranys morals, meteorològics, supersticiosos, geogràfics, etc.
Etimologia
El mot parèmia, prové de la veu grega paroimia, compost pel prefix "per-" que significa "al costat de" o "de part de" i de la veu "oimos", que significa "camí". Per tant, una definició partint de la seva etimologia seria com les coses que es diuen al llarg del camí.
Paremiologia
L'estudi de les parèmies es denomina paremiologia i la paremiografia és la disciplina científica que es dedica a recullir-les en repertoris, diccionaris o corpus. En els darrers anys, s'elaboren importants corpus de parèmies, com el Refranyer multilingüe coordinat per M. I. Teresa Esquerrà i Julia Sevilla Muñoz (Centre Virtual Cervantes, Institut Cervantes), BADARE coordinat per José Enrique Gargallo (Universitat Central de Barcelona).
En l'actualitat, molts grups de recerca es dediquen a l'estudi de les parèmies conjuminant-ho amb la recerca fraseològica, com PAREFRAS (Universitat Complutense de Madrid), PHASEONET (Universitat Complutense de Madrid), FRASEMIA (Universitat de Múrcia).